# Órgano Hazel Wright
El Órgano Hazel Wright (en inglés: Hazel Wright Organ) es un órgano de tubos estadounidense ubicado en la Catedral de Cristo (antigua Catedral de Cristal) en Garden Grove, California. Es uno de los órganos de tubos más grandes del mundo. A fecha de 2019, cuenta con 293 rangos y 17 106 tubos, totalmente reproducibles desde dos consolas de cinco manuales. Los fieles lo suelen llamar simplemente como el "Hazel".
Antes de convertirse en la Catedral de Cristo, el edificio donde se haya resguardado era conocido como la Catedral de Cristal, desde donde se transmitía la Hour of Power. El órgano fue financiado con una donación de 2 millones de dólares de la señora Hazel Wright, una espectadora de ese programa en 1980, el órgano fue construido por la empresa Fratelli Ruffatti con sede en Padua, basándose en las especificaciones de Virgil Fox y ampliado por Frederick Swann. Incorpora el gran órgano de tubos Aeolian-Skinner construido originalmente en 1962 para el Avery Fisher Hall de Nueva York, y el órgano Ruffatti que ya se había instalado en el santuario anterior de la iglesia (hoy conocido como Arboretum) en 1977.
A partir de 1982, año de la inauguración del órgano actual, Frederick Swann se desempeñó como organista y director musical de la iglesia, durante sus 16 años de trabajo (1982-1998), fue considerado ampliamente como el organista más visible del mundo, ya que personas de más de 165 países de todo el mundo lo vieron y lo escucharon tocar el órgano en los episodios televisados semanales de Hour of Power.
Tras el último servicio de Hour of Power en la Catedral de Cristal en junio de 2013, se programó el desmantelamiento del órgano para una remodelación de 2 millones de dólares, que fue encomendada a Fratelli Ruffatti, con el fin de ser reinstalado para la reapertura planificada del edificio como Catedral de Cristo.
Después de tres décadas de uso y exposición al calor, las inclemencias, la luz solar y los daños causados por el agua, el órgano necesitaba una reparación exhaustiva. El órgano fue retirado en febrero de 2014 en el transcurso de una semana y enviado a Padua, Italia, para su restauración. El órgano fue devuelto a California en mayo de 2016 y reinstalado a principios de 2020. Ruffati tuvo que pausar su trabajo en marzo de 2020 debido a la pandemia de COVID-19 y regresar a Italia. Después de que la iglesia gastara 3 millones de dólares, una quinta parte del costo de un órgano nuevo, Ruffati completó su trabajo en enero de 2022 después del fin de las restricciones de viaje.
Originalmente, el órgano iba a ser reinaugurado el 15 de mayo de 2020, con un recital de los organistas Frederick Swann, Paul Jacobs y Héctor Olivera, y los recitales esperados durante 2020 incluyen actuaciones de Peter Conte, Chelsea Chen, Olivier Latry y Stephen Tharp; todos los eventos se reprogramaron para enero de 2021 y luego se cancelaron a partir de octubre de 2020..  El 30 de septiembre de 2022 finalmente se llevó a cabo un concierto para reinaugurar el órgano, con la participación del organista Héctor Olivera.

## Disposición de registros
El órgano tiene la siguiente disposición de registros:
| Coro I (Segundo Nivel, Torre Este)  |           |  |
| Cuerno de gema                      | 16′       |  |
| Viola pomposa                       | 8′        |  |
| Viola Celeste                       | 8′        |  |
| Cor de noche                        | 8′        |  |
| Flauto dulce                        | 8′        |  |
| Flauta Celeste                      | 8′        |  |
| Principal                           | 4′        |  |
| Flauta de copa                      | 4′        |  |
| Rohrnasat                           | 2 2 / 3 ′ |  |
| Principal                           | 2′        |  |
| La flauta mágica                    | 2′        |  |
| Tercia                              | 1 3 / 5 ′ |  |
| Larigot                             | 1 1/3 ′   |  |
| Scharff IV                          |           |  |
| Maricón                             | 16′       |  |
| Pequeña trompeta                    | 8′        |  |
| Clarinete                           | 8′        |  |
| Maricón (Maricón 16′)               | 4′        |  |
|                                     |           |  |
| Trémulo                             |           |  |
|                                     |           |  |
| Trompeta Milenaria (Galería Grande) | 8′        |  |
| Arpa                                | 8′        |  |
| Arpa (Arpa 8′)                      | 4′        |  |

| II Gran (Tercer Nivel, Torre Oeste) |           |
| Reloj                               | 16′       |
| Contra geigen                       | 16′       |
| Bordón                              | 16′       |
| Diapasón                            | 8′        |
| Director Mayor                      | 8′        |
| Principal                           | 8′        |
| Flauta armónica                     | 8′        |
| Flauta de Spitz                     | 8′        |
| Spitz Celeste                       | 8′        |
| Quinte bruto                        | 5 1/3 ′   |
| Octavo                              | 4′        |
| Octavo                              | 4′        |
| Flauta abierta                      | 4′        |
| Flauta en chimenea                  | 4′        |
| Tercio bruto                        | 3 1/5 ′   |
| Quinte                              | 2 2 / 3 ′ |
| Sesquialtera II                     |           |
| Juego de tres cartas II             |           |
| Súper octava                        | 2′        |
| Decimoquinto                        | 2′        |
| Flauta de bloque                    | 2′        |
| Gran mobiliario II-VII              |           |
| Ripieno IV                          |           |
| Mezcla IV-VI                        |           |
| Címbalo IV                          |           |
| Zimbel III-V                        |           |
| Contra trompeta                     | 16′       |
| Posaune                             | 16′       |
| Fagotto (Coro)                      | 16′       |
| Trompeta                            | 8′        |
| Trompeta                            | 8′        |
| Clairón                             | 4′        |
| Campanas                            |           |
| Clavicémbalo                        |           |

| II Galería Grande (Galería Órgano, Lado Oeste) |         |
| Gran reloj (Galería de pedales)                | 16′     |
| Director de madera                             | 8′      |
| Revestido de madera                            | 8′      |
| Octava                                         | 4′      |
| Flauta de copa                                 | 4′      |
| Decimoquinto                                   | 2′      |
| Decimonoveno                                   | 1 1/3 ′ |
| Veintidós                                      | 1′      |
| Mobiliario V                                   |         |
| Zimbel IV                                      |         |
| Contra trompeta                                | 16′     |
| Trompeta                                       | 8′      |
| Clairón                                        | 4′      |
| Trompeta Milenaria (en chamade)                | 8′      |
| Trompeta de heraldo (solista)                  | 8′      |

| II Hoofdwerk (primer nivel, torre este) |     |
| Presbítero                              | 8′  |
| Ayuda                                   | 8′  |
| Quintadeen                              | 8′  |
| Octavio                                 | 4′  |
| Fluit                                   | 4′  |
| Súper Octaaf                            | 2′  |
| Mezcla V                                |     |
| Scherp IV                               |     |
| Bazuín                                  | 16′ |
| Trompeta                                | 8′  |

| III Swell (Primer nivel, torre oeste y este) |           |
| Flauta cortesana                             | 16′       |
| Quintadena                                   | 16′       |
| Gamba (digital)                              | 16′       |
| Gamba (digital)                              | 8′        |
| Reloj                                        | 8′        |
| Principal                                    | 8′        |
| Viola de Gambe                               | 8′        |
| Viola celeste                                | 8′        |
| Escritores                                   | 8′        |
| Celeste de Erzahler                          | 8′        |
| Flauta cubierte                              | 8′        |
| Bordón                                       | 8′        |
| Flauto dulce                                 | 8′        |
| Prestante                                    | 4′        |
| Octava                                       | 4′        |
| Flauta en pabellón                           | 4′        |
| Cor de noche                                 | 4′        |
| Nazaret                                      | 2 2 / 3 ′ |
| Doblete                                      | 2′        |
| Flauta en Bec                                | 2′        |
| Tercia                                       | 1 3 / 5 ′ |
| Larigot                                      | 1 1/3 ′   |
| Piccolo                                      | 1′        |
| Ninguno                                      | 8/9′      |
| Juego completo III                           |           |
| Ripieno V                                    |           |
| Platillo III                                 |           |
| Bombarda                                     | 16′       |
| Contra trompeta                              | 16′       |
| Fagón                                        | 16′       |
| Primera trompeta                             | 8′        |
| Segunda trompeta                             | 8′        |
| Hautbois d'Orquesta                          | 8′        |
| Bosque alto                                  | 8′        |
| Voz humana                                   | 8′        |
| Estreno Clairon                              | 4′        |
| Segundo Clairon                              | 4′        |
| Corneta V                                    |           |
|                                              |           |
| Trémulo                                      |           |

| III Borstwerk (primer nivel, torre oeste) |     |
| Flujo de agua                             | 8′  |
| Flujo de juego                            | 4′  |
| Gemshoorn                                 | 2′  |
| Terciaana II                              |     |
| Terzcímbelo III                           |     |
| Cimbillo III ?                            |     |
| Piscina de baarpijp                       | 16′ |
|                                           |     |
| Trémulo                                   |     |

| IV Solo (Segundo nivel, Torre Oeste)  |           |
| Adjunto:                              |           |
| Gamba                                 | 8′        |
| Gamba Celeste                         | 8′        |
| Flauto Heroique (Celestial)           | 8′        |
| Flauta doble                          | 8′        |
| Octava mayor                          | 4′        |
| Flauta orquestal                      | 4′        |
| Quinte para flauta                    | 2 2 / 3 ′ |
| Octava                                | 2′        |
| Armónicos VI                          |           |
| Mobiliario Bruto III                  |           |
| Platillo IV                           |           |
| Corno de correos inglés               | 16′       |
| (de la trompa de posta inglesa de 8′) |           |
| Trompeta armónica                     | 8′        |
| Corno de correos inglés               | 8′        |
| Corno inglés                          | 8′        |
| Trompa francesa                       | 8′        |
| Armonía Clairon                       | 4′        |
|                                       |           |
| No incluido:                          |           |
| Flauta de Arvella (Pedal)             | 8′        |
| Tuba Magna                            | 16′       |
| Trompeta del heraldo                  | 8′        |
| Trompeta Milenaria (Galería Grande)   | 8′        |
| Tuba Mirabilis                        | 8′        |
| Tuba clairón                          | 4′        |
|                                       |           |
| Trémulo                               |           |

| V Celestial (Oleaje) (Galería, Lado Este) |     |
| Dulce de bourdon                          | 16′ |
| Flauto dulce                              | 16′ |
| Principal                                 | 8′  |
| Viola pomposa                             | 8′  |
| Viola Celeste                             | 8′  |
| Flauto dulce                              | 8′  |
| Flauta Celeste                            | 8′  |
| Flauta en la chimenea                     | 8′  |
| Principal                                 | 4′  |
| Directora italiana                        | 4′  |
| Flauta Traversière                        | 4′  |
| Sesquialtera II                           |     |
| Doblete                                   | 2′  |
| Octavino                                  | 2′  |
| Plein jeu V                               |     |
| Platillo IV                               |     |
| Juego de clochette II                     |     |
| Contra trompeta                           | 16′ |
| Ranqueta                                  | 16′ |
| Trompeta                                  | 8′  |
| Coro inglés                               | 8′  |
| Cromorne                                  | 8′  |
| Voz humana                                | 8′  |
| Cor de Schuller                           | 4′  |
| Chalumeau                                 | 4′  |
|                                           |     |
| Trémulo                                   |     |

| V Positiv (Cuarto nivel, Torre Este) |         |
| Bourdon (Grande)                     | 16′     |
| Principal                            | 16′     |
| Flauta de tubo                       | 8′      |
| Principal                            | 8′      |
| Flautas de sable                     | 4′      |
| Octavo                               | 4′      |
| Larigot                              | 2′      |
| Sifflöte                             | 1 1/3 ′ |
| Scharff IV                           |         |
| Terz Zimbel III                      |         |
| Fagotto (Coro)                       | 16′     |
| Cuerno de Krumm                      | 8′      |
| Rohr Schalmei                        | 4′      |
|                                      |         |
| Trémulo                              |         |
|                                      |         |
| Tuba Mirabilis (solista)             | 8′      |

| Cuerda (Oleaje) (Flotante, Galería, Lado Oeste) |     |
| Viola                                           | 16′ |
| Viola Celeste                                   | 16′ |
| Dulciana                                        | 8′  |
| Unda Maris                                      | 8′  |
| Salicílico                                      | 8′  |
| Voz Celeste                                     | 8′  |
| Dulce                                           | 8′  |
| Dulcett Celeste                                 | 8′  |
| Dulciana Celeste                                | 8′  |
| Viola silenciada 1                              | 8′  |
| Viola 1 Celeste                                 | 8′  |
| Viola silenciada 2                              | 8′  |
| Viola 2 Celeste                                 | 8′  |
| Violoncelo                                      | 8′  |
| Violonchelo Celeste                             | 8′  |
| Pfeife de la roca                               | 8′  |
| Espino de nach                                  | 4′  |
|                                                 |     |
| Trémulo                                         |     |

| Evangelio (Flotante, Galería Este) |     |
| Principal                          | 8′  |
| Octava                             | 4′  |
| Súper octava                       | 2′  |
| Mezcla IV                          |     |
| Trompeta en Chamade                | 16′ |
| Trompeta en Chamade                | 8′  |
| Trompeta en Chamade                | 4′  |

| Epístola (Flotante, Galería Oeste) |     |
| Principal                          | 8′  |
| Octava                             | 4′  |
| Corneta montada V                  |     |
| Mezcla V                           |     |
| Trompeta en Chamade                | 32′ |
| Trompeta en Chamade                | 16′ |
| Trompeta en Chamade                | 8′  |
| Trompeta en Chamade                | 4′  |
| Trompeta en Chamade                | 2′  |

| Eco (Oleaje) (pasarela 40 m) |           |
| Flauta de helecho            | 8′        |
| Voz Amorosa                  | 8′        |
| Voz Seraphique               | 8′        |
| Coro de Violas               | 8′        |
| Divina                       | 4′        |
| Rohr Nasat                   | 2 2 / 3 ′ |
| Oboe de amor                 | 8′        |
| Antropoglosa                 | 8′        |
|                              |           |
| Trémulo                      |           |

| Percusión C–                            |    |
| Carillón de la torre                    |    |
| Arpa (Coro)                             | 8′ |
| Celesta (Coro)                          | 4′ |
| Carillón (positivo)                     |    |
| Étoile de Grand Martin (Galería)        |    |
| Campanadas del presbiterio (Coro, Gran) |    |
| Galería Campanas (Celestial)            |    |
| Rosignol al pedal I (Galería)           |    |

| Pedal (Segundo nivel, Torre Oeste; Cuarto nivel, Torre Este) |            |
| La Fuerza                                                    | 64′        |
| (Ext. Doble Diapasón 32′)                                    |            |
| Diapasón                                                     | 32′        |
| Contra geigen                                                | 32′        |
| (Ext. Genial: Kontra Geigen 16′)                             |            |
| Contra Gambe (Oleaje)                                        | 32′        |
| Tumba de Diapente                                            | 21 1/3 ′   |
| Diapasón                                                     | 16′        |
| Contrabaja                                                   | 16′        |
| Contra bajo                                                  | 16′        |
| Director (Grande)                                            | 16′        |
| Geigen (Grande)                                              | 16′        |
| Montre (Grande)                                              | 16′        |
| Principal                                                    | 16′        |
| Bordón                                                       | 16′        |
| Subbajo                                                      | 16′        |
| Gemshorn (Coro)                                              | 16′        |
| Flauta cortesana (Swell)                                     | 16′        |
| Quintadena (Oleaje)                                          | 16′        |
| Quinta                                                       | 10 2 / 3 ′ |
| Octava                                                       | 8′         |
| Principal                                                    | 8′         |
| Violoncello                                                  | 8′         |
| Desaparecido                                                 | 8′         |
| (Extensión 16′)                                              |            |
| Flauta de Spitz                                              | 8′         |
| Principal (Positivo)                                         | 8′         |
| Bordón                                                       | 8′         |
| (Bourdon 16′)                                                |            |
| Bordona                                                      | 8′         |
| (Ext. Subbajo 16′)                                           |            |
| Cuerno de gema                                               | 8′         |
| (Coro externo: Gemshorn 16′)                                 |            |
| Flauta cortesana                                             | 8′         |
| (Ext. Swell: Flûte Courte 16′)                               |            |
| Quinte de octava                                             | 5 1/3 ′    |
| Bajo coral                                                   | 4′         |
| Octava                                                       | 4′         |
| Principal (Positivo)                                         | 4′         |
| Flautas de sable                                             | 4′         |
| Reflejos de agua                                             | 4′         |
| Octava                                                       | 2′         |
| flauta de huso                                               | 2′         |
| (Extensión de flauta de huso 4′)                             |            |
| Mobiliario IV                                                |            |
| Ripieno VI                                                   |            |
| Acuta II                                                     |            |
| Gran corneta IV                                              |            |
| Contra Posaune                                               | 32′        |
| Contra Fagotto                                               | 32′        |
| Posaune                                                      | 16′        |
| Contra trompeta (Genial)                                     | 16′        |
| Bombarde (oleaje)                                            | 16′        |
| Basson (oleaje)                                              | 16′        |
| Corno inglés (solista)                                       | 16′        |
| Fagotto (Coro)                                               | 16′        |
| Trompeta                                                     | 8′         |
| Trompeta                                                     | 8′         |
| Maricón                                                      | 8′         |
| (Coro Externo: Fagotto 16′)                                  |            |
| Krummhorn (Positivo)                                         | 8′         |
| Clara                                                        | 4′         |
| (Extensión Trompeta 8′)                                      |            |
| Trompeta                                                     | 4′         |
| (Extensión Trompeta 8′)                                      |            |
| Rohr Schalmei (Positivo)                                     | 4′         |
| Zinc (Positivo)                                              | 2′         |
| Contra Bourdon (Electrónica)                                 | 32′        |

| Galería Pedal (Galería, Lado Este y Centro) |     |
| Contrapartida                               | 32′ |
| Reloj le Tour                               | 16′ |
| Madera abierta                              | 16′ |
| Bordón                                      | 16′ |
| Bourdon Doux (celestial)                    | 16′ |
| Viola (cuerda)                              | 16′ |
| Viola Céleste (Cuerda)                      | 16′ |
| Prestante                                   | 8′  |
| Bordón                                      | 8′  |
| Viola Celeste II                            | 8′  |
| (Cuerda ext.: Violo Céleste 16′)            |     |
| Bajo de Coral                               | 4′  |
| Mezcla                                      | 2′  |
| Grandes armonías                            | 32′ |
| Contra bombarde                             | 32′ |
| Bombarda                                    | 16′ |
| Contra trompeta (celestial)                 | 16′ |
| Trompeta                                    | 8′  |
| Trompeta Milenaria (Grande)                 | 8′  |
| Clarín                                      | 4′  |

## Grabaciones discográficas
Frederick Swann llegó a grabar dos discos compactos tocando en el órgano de la entonces Catedral de Cristal:
- Cuatro obras maestras para órgano
- Himnos en el órgano de la Catedral de Cristal

Peter Baicchi grabó también un CD:
- Órgano bajo cristal: el órgano de la catedral de cristal

El coro y el órgano de la Catedral de Cristal se escuchan en el CD We Sing the Power .